# وندل (لاعب كرة قدم برازيلي)
وندل هو لاعب كرة قدم برازيلي، ولد في 2 أغسطس 2000 في ريو دي جانيرو في البرازيل.